# Opel Rekord
El Opel Rekord es un automóvil de segmento E producido por Opel desde 1953 hasta 1986. Es el sucesor del Opel Olympia y el predecesor del último vehículo ejecutivo de la firma germana, el Opel Omega. Aproximadamente llegó a tener un millón de ventas este modelo.
Algunos de sus rivales fueron el Alfa Romeo 90, el Audi 100, el BMW Serie 5, el Mercedes-Benz Clase E, el Peugeot 604 o el Renault 30.

## Resumen de la serie

### Olympia Rekord (1953-1957)

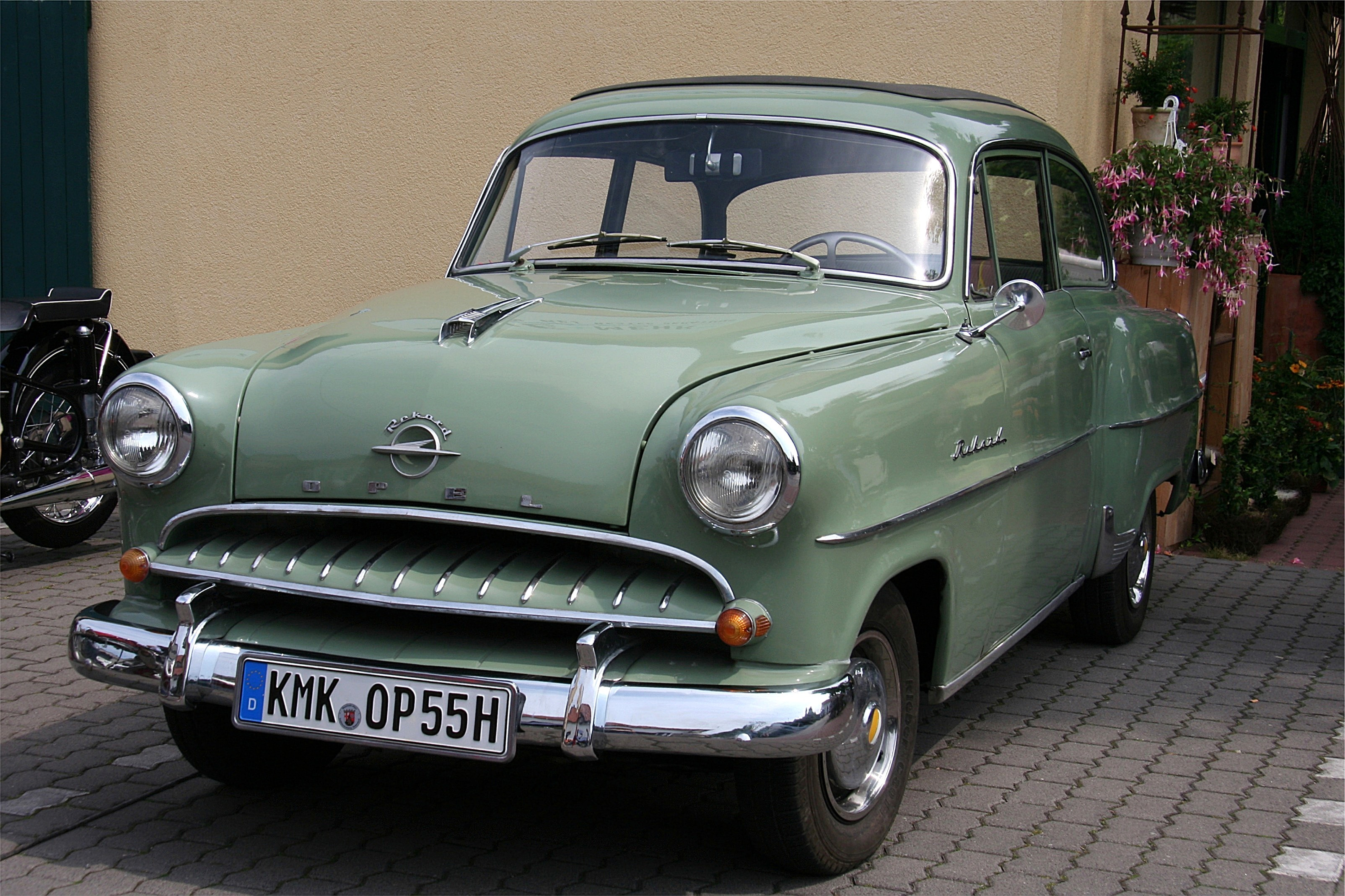
Opel Olympia Rekord (modelo de 1955)

El Opel Olympia Rekord fue introducido en marzo de 1953 con un diseño de antes de la Segunda Guerra Mundial. Tuvo los siguientes motores:
- 1953/54: 1488 cc, 40 PS (29 kW; 39 hp)
- 1955: 1488 cc, 40 PS (29 kW; 39 hp)
- 1956: 1488 cc, 45 PS (33 kW; 44 hp)
- 1957: 1488 cc, 45 PS (33 kW; 44 hp)

### Rekord P1 (1957-1960)

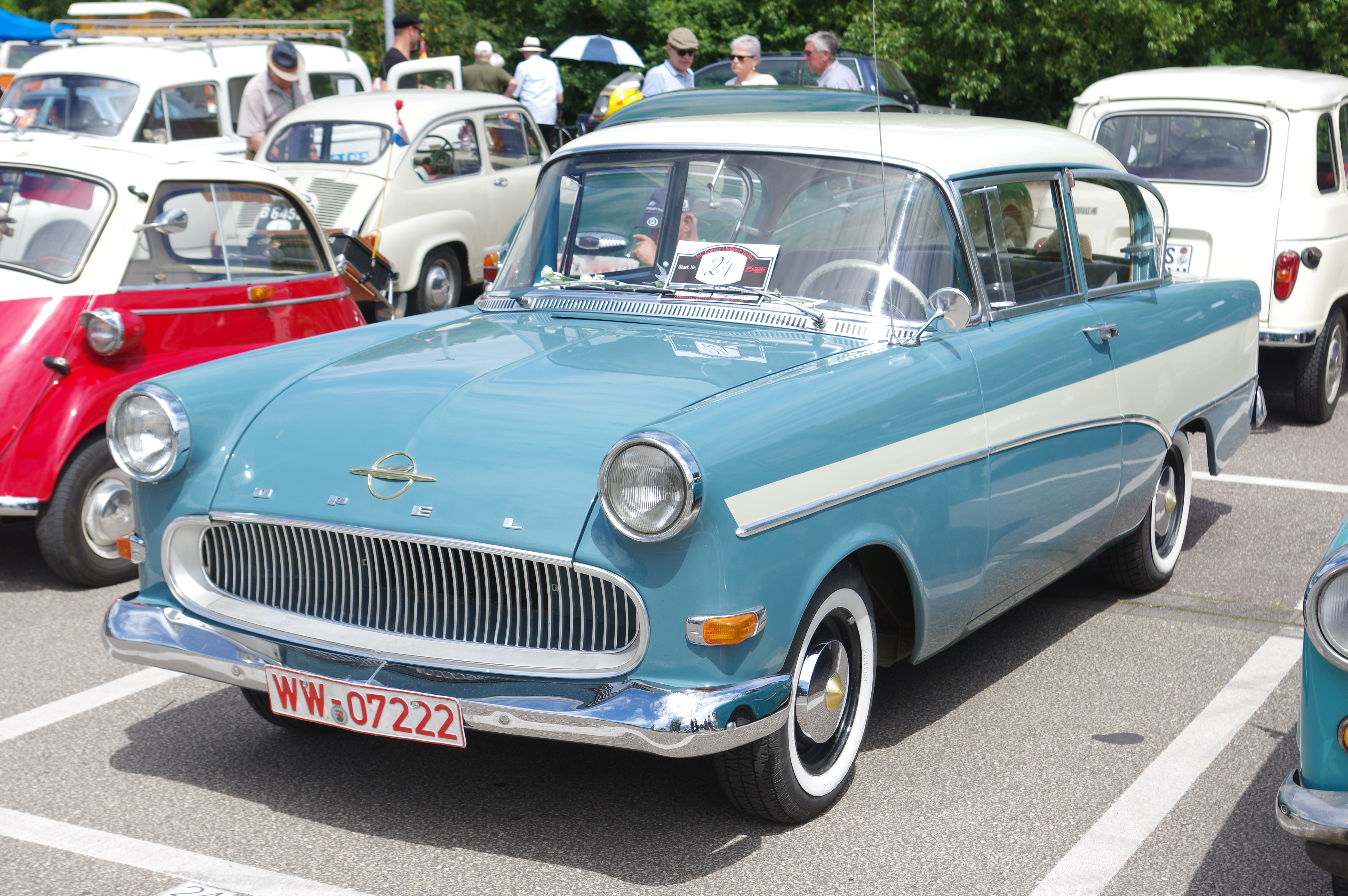
Opel Rekord (modelo de 1958)

El Rekord P1 fue producido desde julio de 1957 a julio de 1960, tenía un cuerpo más moderno un poco más grande que el anterior, incluía novedades como un parabrisas envolvente y una pantalla trasera, introduciendo en Alemania la última moda americana de pintura de dos tonos.
El modelo estándar se vendió como el Opel Olympia Rekord, mientras que una versión de la especificación reducida fue puesto simplemente como el Opel Olympia y ampliamente conocido, de manera menos formal, como el Bauern-Buick (Buick Campesino).
Una nueva versión de la base con un motor de 1.196 cc apareció en 1959 más simplemente como el Opel 1200, y su sustitución por el Opel Olympia.
Una caja de cambios semiautomática ("Olymat") llegó a estar disponible para el modelo del año 1959. Inicialmente, el coche mantiene los 1.488 cc, 45 CV (33 kW , 44 CV) de su predecesor: esto se complementa con un 1680 cc, 55 PS; motor L para el modelo del año 1960.
El P1 se mantuvo en producción hasta 1960.
- 1958-1959 : 1488 cc, 45 PS (33 kW; 44 hp). Disponible como dos puertas llamado Olympia o más lujoso de dos puertas llamado Olympia Rekord, y como de tres puertas raíces Caravan y la Delivery que van sobre la base de la berlina. Precio en Alemania: 5.785 a 6.845 DM . Se hicieron 509.110 unidades.

- 1959: 1488 cc, 45 PS (33 kW; 44 hp), a pedido 1680 cc, 55 PS (40 kW; 54 hp). También disponible como una berlina de cuatro puertas. El modelo tuvo varias mejoras incluyendo salpicadero acolchado, bloqueo de encendido, limpiaparabrisas accionados eléctricamente. El nuevo modelo de base "Opel 1200" sustituyó a la antigua Olimpia (1196 cc, 40 PS (29 kW; 39 hp), DM 5,835), el 1200 se mantuvo en producción hasta diciembre de 1962, mientras que el P1 fue reemplazado en agosto de 1960 por el Rekord P2.

Distancia entre ejes 2.540 mm
- Longitud 4442 mm
- Ancho 1615 mm
- Altura 1491 mm
- Peso en vacío 2010 libras (910 kg) -2210 libras (1000 kg)
- La velocidad máxima de 74 mph (119 km / h) -82 mph (132 km / h).

### Rekord P2 (1960-1963)

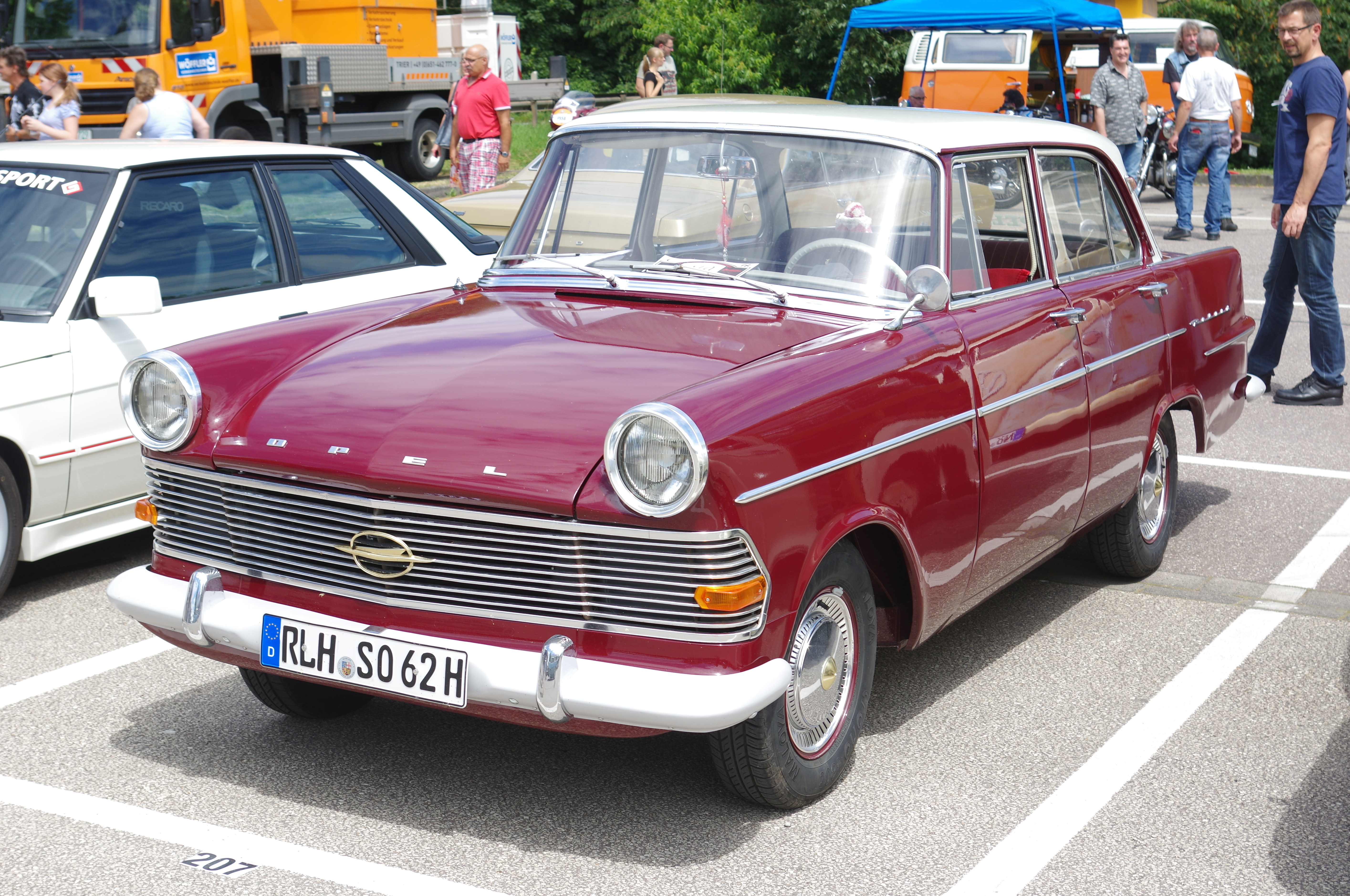
Opel Rekord P2 de dos puertas.

El Rekord P2 creció en tamaño, si no en la distancia entre ejes pero recibió un totalmente nuevo cuerpo que acabó con las ventanas envolventes. Estaba disponible en varias versiones de carrocería: berlina de 2 o 4 puertas, un vagón de 3 puertas caravana, una furgoneta de reparto pick-up y un convertible. A partir de agosto de 1961 hace su aparición un cupé y en junio de 1962 se agregó una versión más lujosa L con un nuevo motor más potente de 1700cc S y una relación de compresión más alta. Las últimas versiones tenían una caja de cambios de cuatro velocidades opcional.
- Motores: 1488 cc, 50 CV (37 kW, 49 CV), o 1.680 cc, 55 CV (40 kW, 54 CV) o de 1.680 cc, 60 CV (44 kW; 59 hp)
- Distancia entre ejes 2.540 mm
- Longitud 4516 mm
- Ancho 1633 mm
- Altura 1488 mm
- Peso en vacío 2,075 libras (941 kg) -2240 libras (1.020 kg)
- Velocidad máxima 77 mph (124 km / h) -87 mph (140 km / h)

### Rekord A (1963-1965)

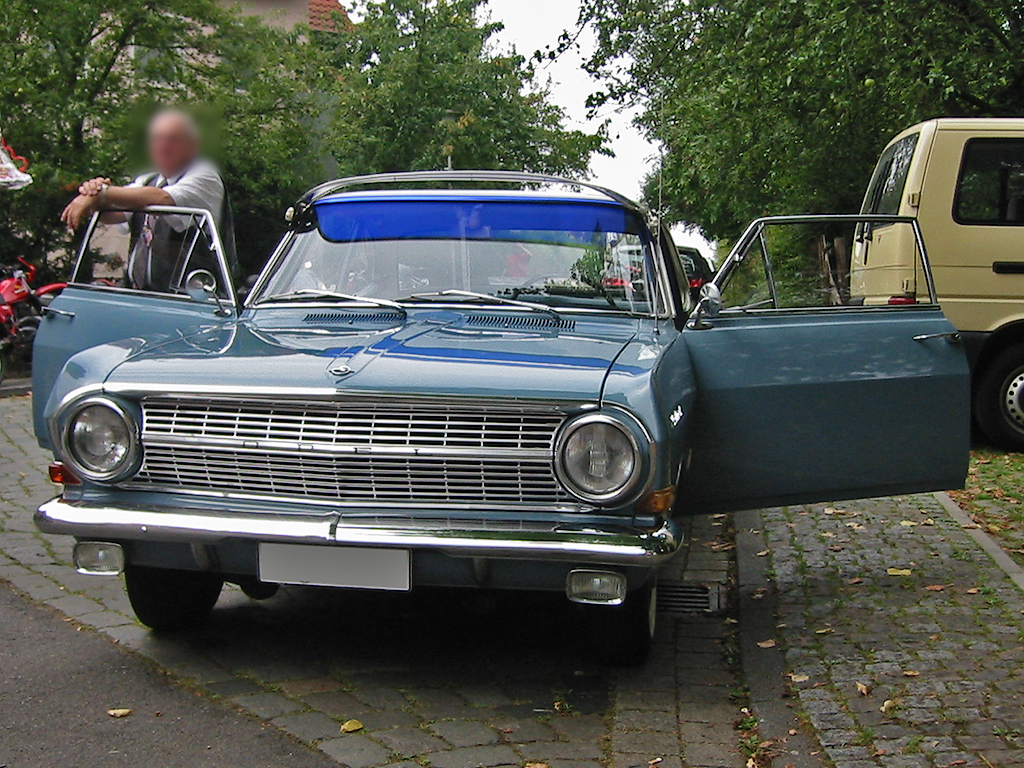
Opel Rekord A

El linaje del Record A fue una repetición del Rekord P II (de dos y cuatro puertas berlina, Residencia de dos puertas y furgoneta de reparto, cupé de dos puertas con 1.500 o 1.700 o 1.700 motores S), pero los cuerpos estaban completamente nuevos y la distancia entre ejes estirada a 103,3 pulgadas (2.620 mm). 03 1964 vio la introducción del Rekord L-6 con el Opel Kapitän 2.6 litros y seis en línea.

### Rekord B (1965-1966)

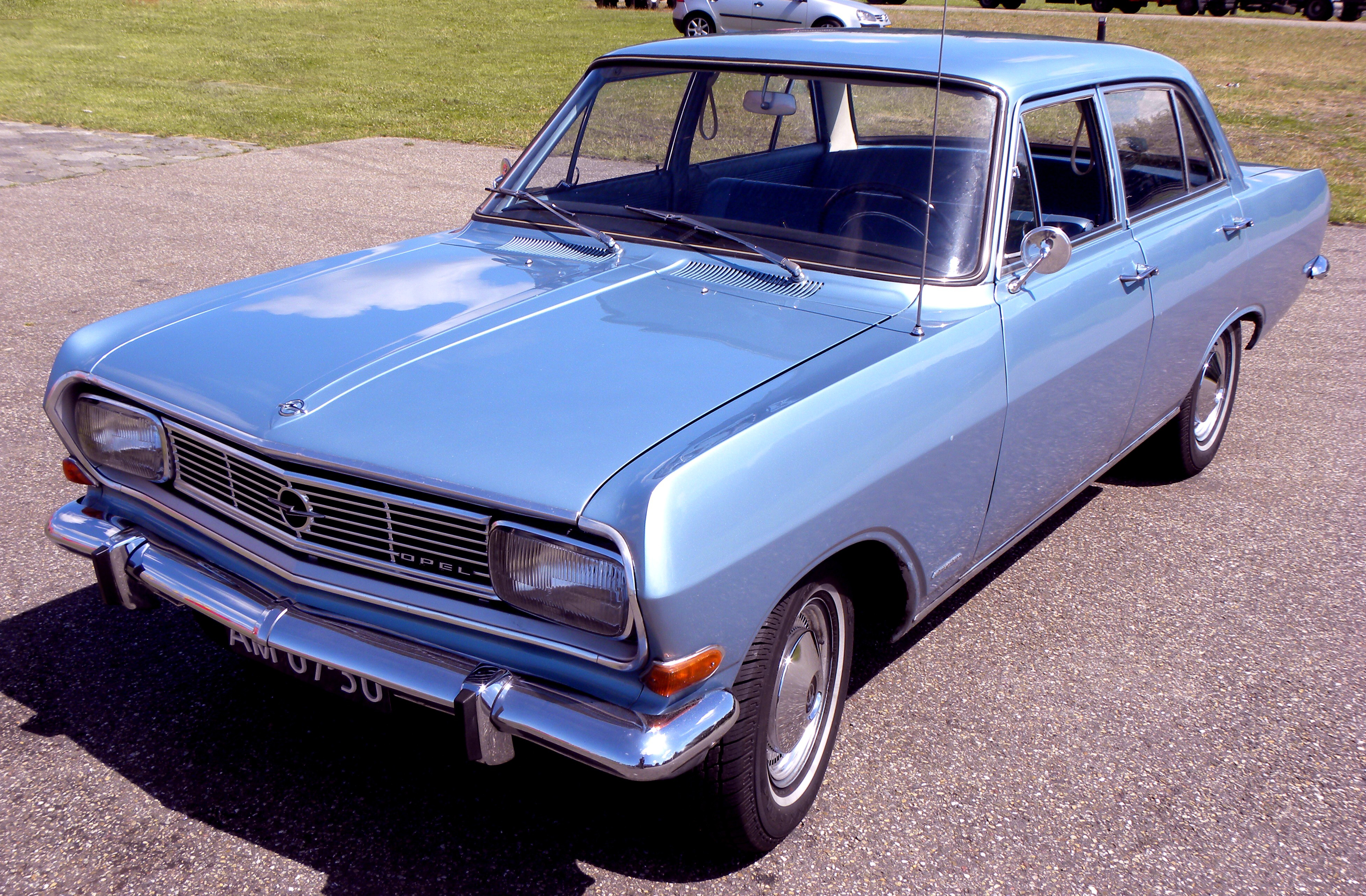
Opel Rekord B

Mientras que el Rekord B consistía en solo un lavado de cara suave comparado con el A, más el sistema CIH de cuatro cilindros en los motores de Opel (1500, 1700 S, 1900 S). Los motores de CIH se utilizaron en todas las generaciones Rekord posteriores hasta 1986, cuando Rekord fue reemplazado por el Omega. El motor de seis cilindros de 2.600 cc se mantuvo sin cambios.

### Rekord C (1967-1971)

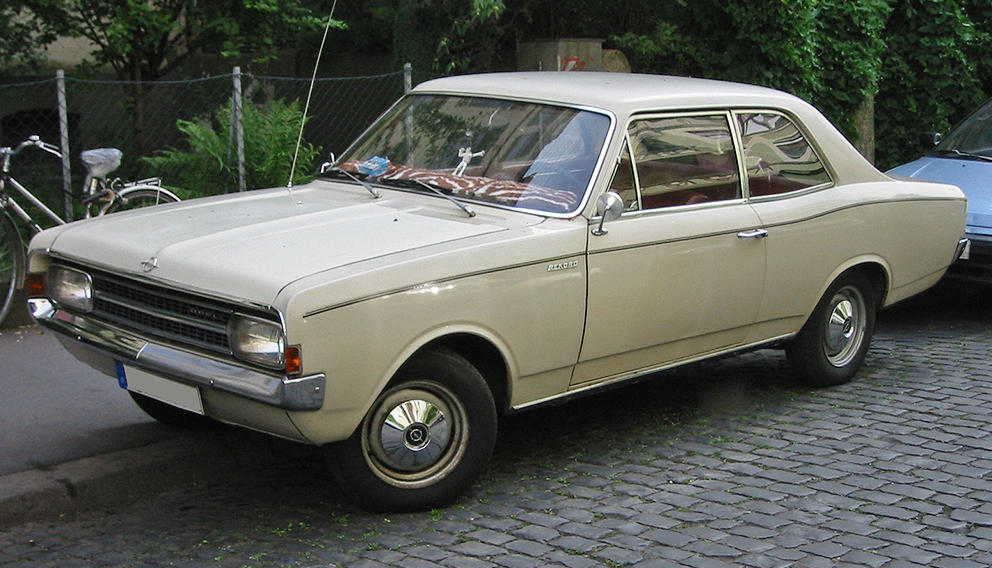
Opel Rekord C

El Record C fue el modelo más exitoso de Opel hasta el momento con 1.276.681 unidades construidas. Tuvo apreciación en el público por ser agradable a la vista, espacioso y fiable. Existió en versiones de dos o cuatro puertas como berlina o familiar, incluso llegó a haber una versión de furgoneta. Existieron también dos versiones de cupé de techo duro.
Una variación en el Rekord C fue el Ranger, fabricado en Amberes, era muy parecido al Rekord pero tenía la rejilla configurada para cuatro faros. El otro era el cupé Rekord Sprint (1967-1971) con las luces de conducción, las llantas de acero de corte deportivo, con rayas y un interior deportivo; Sprint recibió en exclusiva el llamado 1900 del motor H con dos carburadores de dos cañones, de 106 CV (78 kW; 105 hp) y 108 mph (174 km/h).
El Rekord C también recibió el nombre de Chevrolet Opala y Holden Commodore en Brasil a partir de 1968. La versión de Chevrolet contaba con motores de 2.5 L four, 3,8 L inline-six o 4,1 L inline-six. Estas versiones americanas recibieron varios liftings y se mantuvieron en producción hasta cerca de 1992.
El Rekord C se comercializó en México como Opel Rekord Olímpico; debido a los Juegos Olímpicos de 1968.
- Motores: 1492 cc, 58, después 60 PS, 1698 cc, 60, después 66 PS, 1698 cc, 75 CV, 1897 cc, 90 CV, 1897 cc, 106 PS, 2239 cc, 95 CV (70 kW; 94 hp)
- Distancia entre ejes: 2.667 mm
- Largo: 4.572 mm
- Ancho: 1.755 mm
- Altura 1.460 mm
- Peso en vacío: 1027 kg-1.173 kg
- Velocidad máxima: 81 mph (130 km/h)-108 mph (174 km/h)

### Rekord D (1972-1977)

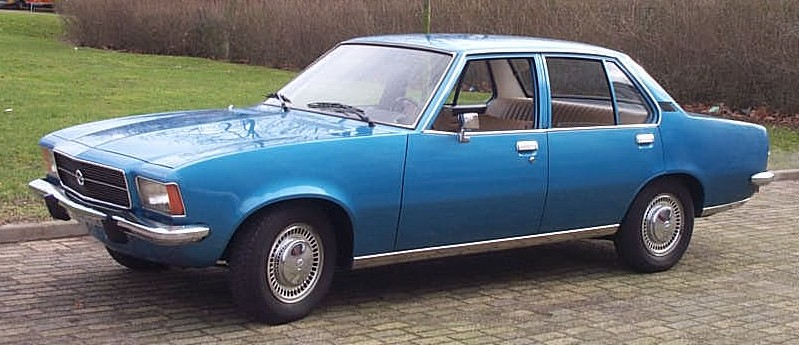
Opel Rekord D (1975)

Dado que el nombre Rekord D fue confundido fácilmente para connotar un coche con motor diésel, el nombre Rekord II se usó a menudo en la literatura de ventas. El primer prototipo salió en 1971 e incluía motores 1897 cc, 1698 cc y 2068 cc CIH siendo los motores de gasolina de cuatro cilindros. Hay también una versión diésel con un motor cuyo desplazamiento era inicialmente 2,1 litros y después reducido a 2,0 litros. El motor diésel fue superior a las variantes de gasolina por lo que tuvo mayor selección. La variante de seis cilindros de este coche se llama Commodore B. Las transmisiones disponibles eran estándar manual de cuatro velocidades con palanca de cambios en la columna de dirección y una caja de cambios automática TH-180. El cuerpo es de construcción unitaria . Los tipos de cuerpo disponibles eran berlina de cuatro puertas, familiar de cuatro puertas y cupé de dos puertas. También hubo una variante que disponía de un interior más lujoso.
Los Rangers también fueron transferidos a esta nueva generación, con el lanzamiento de la 130 y 153 y la adición de un motor de 1.7 L. Tras su última adición de un motor 2.8 L desaparecieron, la mayoría de ellos fueron vendidos exclusivamente en Europa continental, especialmente en la región del Benelux.
El Rekord llegó a venderse en Irán antes de la revolución de este país desde 1974 hasta 1977 con el nombre de Chevrolet Royale/Irán. También se vendió en Corea del Sur, primero como GM Korea Record, y a partir de 1976 como Saehan Rekord.

### Rekord E (1977-1986)

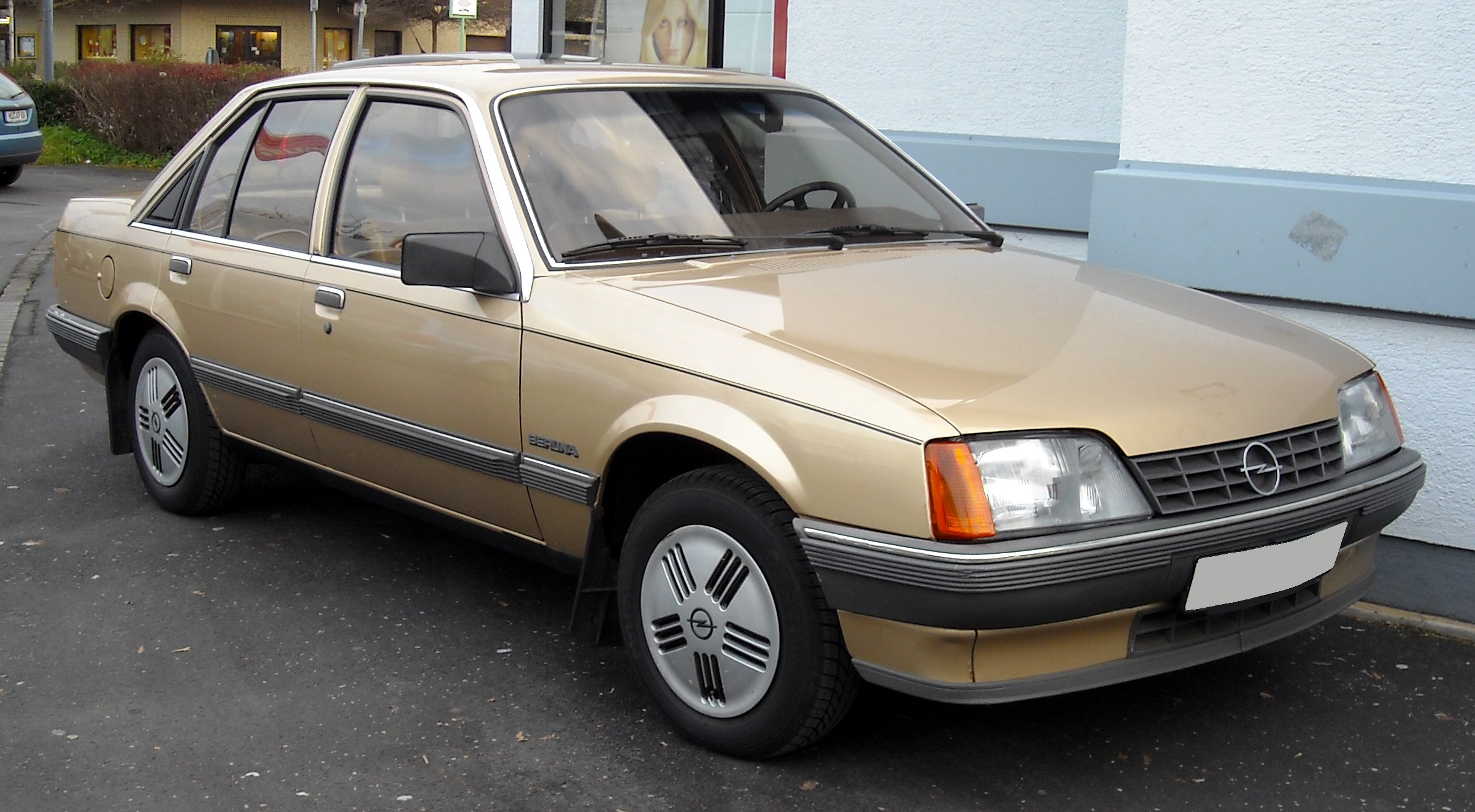
Opel Rekord E (1986)

El modelo Record E fue fabricado en la planta de Opel en Rüsselsheim y se puede subdividir en Rekord E1 (1977-1982) y el Rekord E2 (1982-1986). Se realizaron más de 1,4 millones de unidades. El Rekord E estaba disponible como un sedán de dos o cuatro puertas, y familiar de tres o cinco puertas Caravan (station wagon). En algunos mercados en los que la estructura tributaria era adecuada, una camioneta de la versión de tres puertas también estaba disponible.
Fue vendido bajo la marca Vauxhall Carlton en Gran Bretaña, como Holden Commodore en Australia, y como Saehan Royale y Daewoo Royale en Corea del Sur.